# Wilhelm von Low
Wilhelm von Low (* 1731 in Warschau; † 9. Juli 1816 in Dresden) war ein königlich-sächsischer Generalleutnant und Minister.

## Leben und Werk
Er stammte aus dem Adelsgeschlecht von Low und wurde in der Hauptstadt Polens geboren. 1745 schlug Low eine Militärlaufbahn bei der Polnisch-Sächsischen Armee ein.  1756 wurde er zum Sous-Lieutenant und 1761 zum Premier-Lieutenant befördert. 1791 übernahm er als Oberst das Kommando über das Leibinfanterieregiments des Kurfürsten Friedrich August von Sachsen. Dieser ließ ihn am 22. Juli 1804 zum Generalleutnant befördern. Fortan durfte er auch den Titel "Exzellenz" führen. Am 19. Oktober wurde er zum Kabinettsminister ernannt.